# Generale Mannaggia La Rocca
Generale Mannaggia La Rocca è una maschera romanesca e un personaggio della commedia dell'arte.

## L'origine del personaggio e la figura
Maschera romana che nei carnevali romani partecipava alle mascherate, si riferisce alla maschera del capitano, maschera milanese, il militare spaccone e buffonesco, simile al personaggio del "Miles Gloriosus" protagonista dell'omonima commedia di Plauto.
Inventato da Luigi Guidi (Roma 1833-1901), un cenciaiolo (stracciaiolo) di Roma, capo-popolo dei carnevali romani della Roma gaudente, papalina e umbertina.
Gli abitanti dei vicoli della vecchia Roma, al passaggio del Generale Mannaggia La Rocca, facevano scendere dai piani alti delle case, dei cestini legati a delle corde con dentro panini e soldi. Sulla divisa del Generale erano presenti medaglie e decorazioni ricavate da tappi di bottiglie e fondi di lattine di conserve.

## Il carattere
Generale Mannaggia La Rocca, è un vecchio generale spaccone che impersona il militare tronfio e smargiasso, vestito da generale pluridecorato e pieno di mostrine, con un grande seguito di popolo.